# Německá fotbalová reprezentace do 21 let

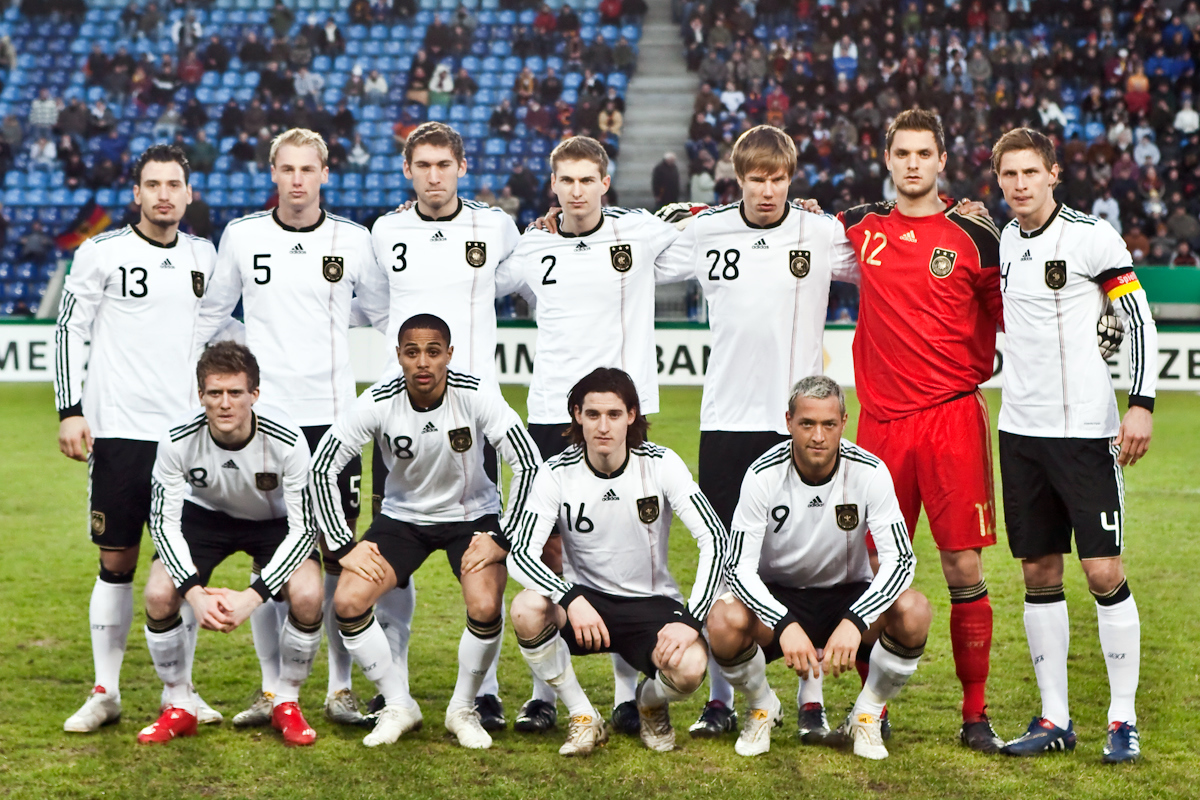
Německá jedenáctka před zápasem proti reprezentaci Islandu v roce 2010

Německá fotbalová reprezentace do 21 let je složena z hráčů, kteří mají německé občanství a nedosáhli ještě 21. roku věku. Reprezentuje Německo v kvalifikačních cyklech na Mistrovství Evropy hráčů do 21 let a v případě postupu i na těchto šampionátech. Fotbalisté musí být mladší 21. roku na začátku kvalifikace, to znamená, že na evropském šampionátu poté mohou startovat i trochu starší.
Trenérem je od roku 2016 Stefan Kuntz.
Největšími úspěchy jsou tituly z mistrovství Evropy v roce 2009 a 2017.

## Mistrovství Evropy do 21 let
| Rok                | Účast                                                                                           |
| ------------------ | ----------------------------------------------------------------------------------------------- |
| 1978               | NSR - Bez účasti, NDR -                                                                         |
| 1980               | NSR - Bez účasti, NDR -                                                                         |
| 1982               | NSR - , NDR - Skončili třetí ze čtyř v kvalifikační skupině.                                    |
| 1984               | NSR - Vypadli v semifinále, NDR - Skončili druzí ze čtyř v kvalifikační skupině.                |
| 1986               | NSR - Nepostoupili z kvalifikační skupiny, NDR - Skončili třetí ze čtyř v kvalifikační skupině. |
| 1988               | NSR - vypadli ve čtvrtfinále, NDR - Skončili druzí ze čtyř v kvalifikační skupině.              |
| 1990               | NSR - vypadli ve čtvrtfinále, NDR - Skončili druzí ze čtyř v kvalifikační skupině.              |
| 1992               | Vypadli ve čtvrtfinále.                                                                         |
| (Francie) 1994     | Nepostoupili z kvalifikační skupiny.                                                            |
| (Španělsko) 1996   | Vypadli ve čtvrtfinále.                                                                         |
| (Rumunsko) 1998    | Vypadli ve čtvrtfinále.                                                                         |
| (Slovensko) 2000   | Nepostoupili z kvalifikační skupiny.                                                            |
| (Švýcarsko) 2002   | Nepostoupili z kvalifikační skupiny.                                                            |
| (Německo) 2004     | Třetí místo v základní skupině.                                                                 |
| (Portugalsko) 2006 | Čtvrté místo v základní skupině.                                                                |
| (Nizozemsko) 2007  | Bez účasti.                                                                                     |
| (Švédsko) 2009     | Vítěz.                                                                                          |
| (Dánsko) 2011      | Bez účasti.                                                                                     |
| (Izrael) 2013      | Třetí místo v základní skupině.                                                                 |
| (Česko) 2015       | Vypadli v semifinále.                                                                           |
| (Polsko) 2017      | Vítěz.                                                                                          |
| Celkem             | NDR - Účast - ??, - 0, - 2, - 0 · NSR - Účast - ??, - 2, - 1, - 1                               |